# Centre Cívic (Balenyà)
El Centre Cívic és un edifici de les darreres tendències de Balenyà (Osona) inclòs a l'Inventari del Patrimoni Arquitectònic de Catalunya.

## Descripció
L'objectiu del projecte era incloure les dependències necessàries per a un centre cívic en un solar a la perifèria dels Hostalets de Balenyà.
L'edifici es projecta creant un espai públic propi, ja que els arquitectes l'orienten per a que doni l'esquena al poble. A través de la façana transparent, es conjuga l'espai interior i l'exterior. Els espais més reduïts s'ubiquen a la part de dalt de l'immoble. Estan coberts per unes bigues de gelosia de l'alçada d'una planta. A partir d'aquesta gelosia es determina el jardí interior i l'espai que queda a sota: una sala d'actes per a 300 persones.
Tot i que ara s'utilitza com a ajuntament, en un primer moment no va dissenyar-se amb aquesta finalitat. De fet, les terrasses obertes al gran espai lliure de la parcel·la, van pensar-se per a grades on veure espectacles a l'aire lliure. Avui dia les terrasses estan tancades i l'espai porta al saló de plens i altres dependències.
Hi ha unes escales que envolten l'edifici pels dos costats, una per l'interior i l'altre per l'exterior. Es tracta de la comunicació amb les golfes.

## Història
Des del moment de la seva projecció, va haver-hi una oposició popular a l'edifici de Miralles atès que era un edifici massa gran per a una població tan petita. Aquest és el motiu pel qual es va decidir que l'ús de l'immoble fos el d'ajuntament, canviant així el projecte inicial.